# Filativka (Krasnoperekopsk)
Filativka (în ucraineană Філатівка) este localitatea de reședință a comunei Filativka din raionul Krasnoperekopsk, Republica Autonomă Crimeea, Ucraina.

## Demografie
Componența lingvistică a localității Filativka
     Rusă (49,06%)
     Ucraineană (28,99%)
     Tătară crimeeană (16,41%)
     Română (3,12%)
     Alte limbi (0,89%)
Conform recensământului din 2001, nu exista o limbă vorbită de majoritatea populației, aceasta fiind compusă din vorbitori de rusă (49,06%), ucraineană (28,99%), tătară crimeeană (16,41%) și română (3,12%).